# Московский кодекс II
Московский кодекс II (лат. Codex Mosquensis II, условное обозначение V или 031) — одна из древних рукописей Нового Завета на греческом языке, датируемая IX веком. 

## Особенности рукописи
Московский кодекс написан на 220 пергаментных листах; размер листа — 15,7 на 11,5 сантиметров. Текст на листе расположен в одной колонке, 28 строк в колонке. Рукопись содержит текст четырёх Евангелий с немногими лакунами. Каноны Евсевия отсутствуют. 
Рукопись представляет византийский тип текста, отнесена к V категории Аланда.

## История
Палеографически рукопись датируют IX веком. Рукопись привёз Арсений Суханов с Афона в Москву в 1655 году. 
В настоящее время рукопись находится в Государственном историческом музее (V. 9).